# Chromis retrofasciata
Chromis retrofasciata, thường được gọi là cá thia sọc đen, là một loài cá biển thuộc chi Chromis trong họ Cá thia. Loài này được mô tả lần đầu tiên vào năm 1913.

## Phân bố và môi trường sống
C. retrofasciata có phạm vi phân bố tương đối rộng rãi ở vùng biển Tây Thái Bình Dương. Chúng được tìm thấy từ Indonesia trải dài về phía đông đến Fiji và Tonga; phía bắc đến quần đảo Ryukyu, phía nam đến New Caledonia. C. retrofasciata sống xung quanh những rạn san hô ngoài khơi và trong các đầm phá ở độ sâu khoảng từ 12 đến 120 m.

## Mô tả
C. retrofasciata trưởng thành dài khoảng 7 – 8 cm. Cơ thể có màu vàng với một dải sọc màu đen ở thân sau, phía trước cuống đuôi; đuôi có màu trắng hoặc trong suốt. Mống mắt màu xanh lam và có một đường lưỡi liềm màu xanh lơ dưới mắt.
Số gai ở vây lưng: 12; Số tia vây mềm ở vây lưng: 12 - 13; Số gai ở vây hậu môn: 2; Số tia vây mềm ở vây hậu môn: 12 - 13; Số tia vây mềm ở vây ngực: 15 - 16; Số gai ở vây bụng: 1; Số tia vây mềm ở vây bụng: 5; Số vảy đường bên: 12; Số lược mang: 24 - 26.
Thức ăn của C. retrofasciata là những sinh vật phù du. Chúng thường bơi thành những nhóm nhỏ hoặc sống đơn lẻ ở gần nơi trú ẩn, là những cụm san hô nhánh dày. Cá đực có tập tính bảo vệ và chăm sóc những quả trứng.